# Lijst van voetbalinterlands Congo-Brazzaville - Zuid-Soedan
Deze lijst van voetbalinterlands is een overzicht van alle officiële voetbalwedstrijden tussen de nationale teams van Congo-Brazzaville en Zuid-Soedan. De Afrikaanse landen speelden tot op heden vier keer tegen elkaar. De eerste ontmoeting, een kwalificatiewedstrijd voor de Afrika Cup 2023, vond plaats op 23 maart 2023 in Brazzaville. Het laatste duel, een kwalificatiewedstrijd voor de Afrika Cup 2025, vond plaats in Juba op 14 november 2024.

## Wedstrijden
| № | Plaats        | Datum            | Competitie                   | Wedstrijd                       | Uitslag |
| - | ------------- | ---------------- | ---------------------------- | ------------------------------- | ------- |
| 1 | Brazzaville   | 23 maart 2023    | Afrika Cup 2023 kwalificatie | Congo-Brazzaville − Zuid-Soedan | 1 − 2   |
| 2 | Dar es Salaam | 27 maart 2023    | Afrika Cup 2023 kwalificatie | Zuid-Soedan − Congo-Brazzaville | 0 − 1   |
| 3 | Brazzaville   | 5 september 2024 | Afrika Cup 2025 kwalificatie | Congo-Brazzaville − Zuid-Soedan | 1 − 0   |
| 4 | Juba          | 14 november 2024 | Afrika Cup 2025 kwalificatie | Zuid-Soedan − Congo-Brazzaville | 3 − 2   |

## Samenvatting
| Competitie              | Totaal gespeeld | Winst Congo-Brazz. | Gelijk | Winst Zuid-Soedan | Doelsaldo Congo-Brazz. – Zuid-Soedan |
| ----------------------- | --------------- | ------------------ | ------ | ----------------- | ------------------------------------ |
| Afrika Cup-kwalificatie | 4               | 2                  | 0      | 2                 | 5 − 5                                |
| Totaal                  | 4               | 2                  | 0      | 2                 | 5 − 5                                |

FCF · 
Vrouwenelftal van Congo-Brazzaville
1960–1969 ·
1970–1979 ·
1980–1989 ·
1990–1999 ·
2000–2009 ·
2010–2019 ·
2020−2029
1960 ·
1961 ·
1962 ·
1963 ·
1964 · 
1965 ·
1966 · 
1967 ·
1968 · 
1969 ·
1970 · 
1971 ·
1972 · 
1973 ·
1974 · 
1975 · 
1976 ·
1977 · 
1978 ·
1979 ·
1979 · 
1980 ·
1980 · 
1981 ·
1982 ·
1983 ·
1984 · 
1985 ·
1986 · 
1987 ·
1988 · 
1989 ·
1990 · 
1991 ·
1992 · 
1993 ·
1994 · 
1995 ·
1996 · 
1997 ·
1998 · 
1999 ·
2000 · 
2001 ·
2002 · 
2003 ·
2004 · 
2005 · 
2006 ·
2007 · 
2008 ·
2009 · 
2010 · 
2011 ·
2012 · 
2013 · 
2014 ·
2015 ·
2016 ·
2017 ·
2018 ·
2019 ·
2020 ·
2021 ·
2022 ·
2023
Algerije ·
Angola ·
Benin ·
Burkina Faso ·
Burundi ·
Canada ·
Centraal-Afrikaanse Republiek ·
Congo-Kinshasa ·
Egypte ·
Equatoriaal-Guinea ·
Ethiopië ·
Gabon ·
Gambia ·
Ghana ·
Guinee ·
Guinee-Bissau ·
Ivoorkust ·
Kaapverdië ·
Kameroen ·
Kenia ·
Liberia ·
Libië ·
Madagaskar ·
Malawi ·
Mali ·
Marokko ·
Mauritanië ·
Mauritius ·
Mozambique ·
Namibië ·
Niger ·
Nigeria ·
Noord-Korea ·
Oeganda ·
Rwanda ·
Sao Tomé en Principe ·
Saoedi-Arabië ·
Senegal ·
Sierra Leone ·
Soedan ·
Swaziland ·
Tanzania ·
Thailand ·
Togo ·
Tsjaad ·
Tunesië ·
Zambia ·
Zimbabwe ·
Zuid-Afrika ·
Zuid-Soedan
SSFA · Zuid-Soedanees vrouwenelftal
Interlands
Tegenstander:
Benin ·
Botswana ·
Burkina Faso ·
Burundi ·
Congo-Brazzaville ·
Congo-Kinshasa ·
Djibouti ·
Egypte ·
Equatoriaal-Guinea ·
Ethiopië ·
Gabon ·
Gambia ·
Jordanië ·
Kameroen ·
Kenia ·
Malawi ·
Mali ·
Mauritanië ·
Mozambique ·
Oeganda ·
Oezbekistan ·
Rwanda ·
Sao Tomé en Principe ·
Senegal ·
Seychellen ·
Soedan ·
Somalië ·
Togo ·
Zuid-Afrika